# كويكبات آمور

منطقة تواجد كويكبات آمور في النظام الشمسي (باللون الأخضر). تظهر في وسط الصورة الشمس، وتحيط بها الكواكب الصخريَّة الأربعة: عطارد (رمادي) والزهرة (بالأسود) والأرض (بالأزرق) والمريخ (بالأحمر).

كويكبات آمور (بالإنجليزية: Amor asteroids)‏ هي مجموعة من الكويكبات القريبة من الأرض، التي حظيت باسمها نسبةً إلى أول كويكب اكتشف منها في التاريخ وهو 1221 آمور. تقترب هذه الأجرام من الجانب الخارجي لمدار الأرض، لكنها لا تقطعه أبداً، وهي تقع في معظمها حول مدار كوكب المريخ، إلا أنَّ قليلاً منها تقطع مداره (قد يكون قمرا المريخ فوبوس وديموس محض كويكبين من مجموعة آمور، أسرتهما قوَّة جاذبية المريخ الكبيرة بالنسبة لمحيطهما). قد يكون أشهر كويكبات هذه المجموعة هو 433 إروس، الذي كان أول كويكب تهبط عليه مركبة فضاء بشريَّة الصُّنع في التاريخ (ملتقي الكويكبات القريبة من الأرض).

## تعريف 1

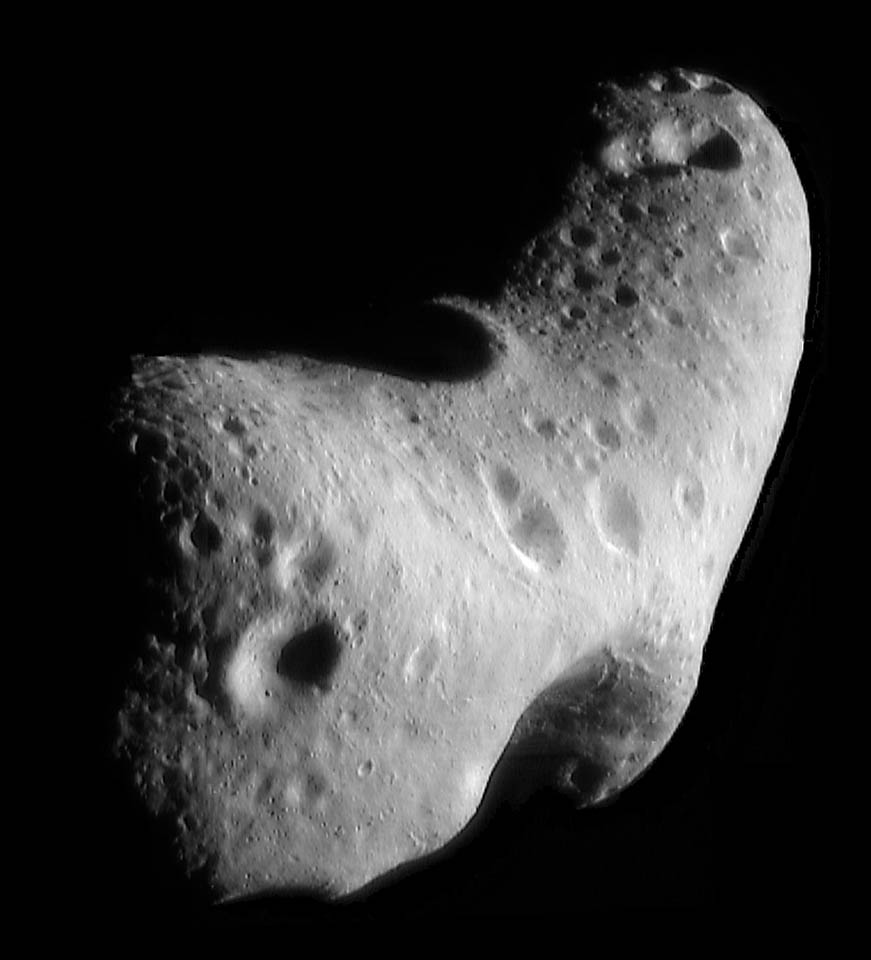
433
إروس زارته المركبة الفضائية NEAR Shoemaker في عام 2000

توجد ثلاثة شروط لكي يطابق كويكب تصنيف «كويكب آمور»:
- أن يقترب الكويكيب في مداره من الأرض. ومعنى «اقتراب» أن يقترب الكويكب إلى الأرض أكثر من اقترابه لأي كوكب آخر. إن أقرب الكواكب هو الزهراء التي قد تقترب من الأرض حتى مسافة 27و0 وحدة فلكية؛ أو يمكن تقريبها إلى 30و0 وحدة فلكية بغرض هذا التعريف. أي أن كويكب يكون من تصنيف آمور عندما يكون اقترابه من الأرض على مسافة منها أقل من 30و0 وحدة فلكية.
- أن يكون مدار الكويكب خارج مدار الأرض؛ أما الكويكبات التي تأتي قريبا من الأرض ولكن مدارها يكون داخل مدار الأرض فهي تصنف بتصنيف «أبوهيلي» Apohele asteroid.
- أن لا يتقاطع مدار الكويكب مع مدار الأرض. هذا مع العلم بأن

مدار الأرض حول الشمس يتغير بين 98و0 و 20و1 وحدة فلكية.

## تعريف 2

المدارات المختلفة للكويكبات بعضها يتقاطع مع مدار الأرض (أزرق) حول الشمس مثل كويكبات آتن وكويكبات أبولو ، أما كويكبات آمور فهي تمس مدار الأرض من الخارج.

يعتبر كويكب من صمن تصنيف آمور إذا كان:
- إذا كانت دورته أطول من 1 سنة. وهذا معناه أيضا أن نصف المحور الكبير لمداره (a) يكون أطول من 0و1 وحدة فلكية. أي بالتعريف الرياضي a > 1,0  وحدة فلكية.
- أن لا يتقاطع مدار الكويكب مع مدار الأرض. أي أن تكون أخفض نقطة له (مسافة الحضيض q) أكبر من أعلى نقطة لمدار الأرض (حضيض للأرض = 017و1 وحدة فلكية) أو رياضيا q > 1.017 .
- ويعتبر الكويكب «كويكب قريب من الأرض» NEO إذا كانت q < 1.3 وحدة فلكية.

أو باختصار، a > 1.0 AU ، و q بين 017و1 و 30و1 وحدة فلكية.

## مجموعات
تـُعرف حتى الآن 6139 كويكبا من تصنيف آمور: . 
من ضمنهم 977 كويكب ذوي أرقام و 73 لهم أسماء.

### تقسيمهم حسب نصف المحور الأكبر لمدارهم
يمكن تقسيم كويكبات آمور Amor asteroids إلى 4 مجموعات تحتية، مع اعتبار متوسط بعد كل منهم عن الشمس.

#### أمور I
مجموعة Amor I هي التي يكون نصف المحور الكبير لمدارها يقع بين الأرض والمريخ؛ أي أن يكون نصف المحور الكبير لهم بين 000و1 و 523و1 وحدة فلكية. يوجد أقل من 1/5 من الكويكبات في هذه المجموعة. نوع أمور I من الكويكبات يتميز بمعامل ابتعاد مركزي أقل من المجموعات الأخرى لآمور I .

#### آمور II
مجموعة آمور II من الكويكبات لها نصف محور كبير بين المريخ (52و1) وحزام الكويكبات (12و2 وحدة فلكية).
نحو 1/3 من كويكبات آمور بما فيها 1221 آمور تنتمي إلى المجموعة آمور II .
يميزهم معامل ابتعاد مركزي متوسط (بين 17و0 - 52و0)، وجميع أعضاء قائمة الكويكبات الصغيرة التي تتقاطع مداراتها مع مدار المريخ من الخارج تأخذهم مداراتهم عادة إلى خارج حزام الكويكبات.

#### آمور III
نصف كويكبات آمور تقريبا تقع داخل حزام الكويكبات، وبالتالي لهم معامل ابتعاد مركزي بين 12و2 و 57و3 وحدة فلكية. 
هؤلاء يمكن اعتبارهم الأجرام الصغيرة الرئيسية في حزام الكويكبات ولكل منها معامل ابتعاد مركزي كبير (بين 4و0 - 6و0) بحيث يكفي للاقتراب من الأرض.
وبسبب كبر معاملات الابتعاد المركزي لتلك الكويكبات فإن نحو 1/3 من مجموعة آمور III له مدارات تمتد إلى خارج حزام الكويكبات، وتقترب من المشتري حتى تكون على بعد 1 وحدة فلكية منه.
```
الكويكبان 
719 ألبرت
 و 
1036 غانيميد
 لهم تلك الخاصية. أشدهم بالنسبة لتلك الخاصية نجد (مثلا الكويكب 
5370 تارانيس
) ويفترض أن مداراتهم تتقاطع مع مدار المشتري.
```

#### آمور IV
توجد 14 كويكبات معروفة في تلك المجموعة، ويقع متوسط بـُعدها عن الشمس خارج حزام الكويكبات.

ويبلغ نصف المحور الكبير لمدارهم أكثر من 57و3 وحدة فلكية وهي مجموعة تصنف كمجموعة كويكبات آمور IV .وجميعهم يتقاطع مداره مع مدار المشتري. وعلى الرغم من أن معاملات التباعد المركزي لهم كبيرة (بين 65و0 - 75و0)، إلا أن مداراتهم ليست بيضويتها حادة مثل معظم المذنبات من نوع داموكلويد، التي يصل معامل الابتعاد المركزي لها إلى 90و0 .
الكويكب الوحيد المسمى من مجموعة آمور IV هو الكويكب 3552 دون كيخوت والكويكب الآخر المرقم منها هو mp(85490) 1997 SE.
ولم يكتشف كويكب حتى الآن يتقاطع مداره مع مدار زحل.

## كويكبات آمور مشهورة
| الاسم        | سنة الاكتشاف | المكتشف              |
| ------------ | ------------ | -------------------- |
| 3908 نيكس    | 1980         | هانز-إيميل شوتزر     |
| 1221 آمور    | 1932         | يوجين جوزيف ديلبوريت |
| 1036 غانيميد | 1924         | فالتر بادي           |
| 887 أليندا   | 1918         | ماكس ولف             |
| 719 ألبرت    | 1911         | يوهان باليزا         |
| 433 إروس     | 1898         | غوستاف وت            |

## اقرأ أيضا
- آمور (كويكب)
- كويكبات آتن
- كويكبات أبولو